# Jörg Franke (Ingenieur)
Jörg Franke (* 30. April 1964 in Erlangen) ist ein deutscher Ingenieurwissenschaftler. Er leitet seit 2009 den Lehrstuhl für Fertigungsautomatisierung und Produktionssystematik (FAPS) an der Friedrich-Alexander-Universität Erlangen-Nürnberg (FAU).

## Leben
Franke absolvierte von 1983 bis 1989 das Studium der Fertigungstechnik an der Universität Erlangen-Nürnberg, das er als Diplomingenieur abschloss. Anschließend promovierte er von 1989 bis 1995 als wissenschaftlicher Mitarbeiter am Lehrstuhl für Fertigungsautomatisierung und Produktionssystematik bei Klaus Feldmann zum Dr.-Ing. Von 1995 bis 1997 war er Projektleiter bei McKinsey & Company und schloss die firmeninterne kaufmännische Ausbildung als Master of Business Administration ab. Bei der Firma Robert Bosch GmbH in Gerlingen erarbeitete er anschließend von 1997 bis 1999 u. a. federführend die Japan-Strategie des Unternehmens. 2000 übernahm er bei der Firma ZF Lenksysteme (ZFLS) GmbH in Schwäbisch Gmünd die Geschäftsbereichsleitung Pumpen und verantwortete hierbei 1700 Mitarbeiter an weltweit sechs Produktionsstandorten mit ca. 400 Millionen Euro Umsatz. Bis 2004 stieg er dabei in den oberen Führungskreis der Firma ZF Friedrichshafen AG auf.
2005 war er bei der Firma Schaeffler KG in Herzogenaurach und Shanghai Mitglied der Leitung der Region Asien/Pazifik. Mit der funktionalen Verantwortung für Entwicklung und Engineering war er u. a. für die Führung aller Landes-CEOs sowie für 5000 Mitarbeiter an zehn Produktionsstandorten zuständig.
Von 2006 bis 2009 führte Franke als Vorsitzender der Geschäftsführung die Firma ABM Greiffenberger Antriebstechnik GmbH in Marktredwitz. Als CEO und CFO verantwortete er die Produktion elektrischer Antriebe mit 700 Mitarbeitern in fünf Werken sowie bei sechs Auslandstöchtern und einem Gesamtumsatz von ca. 95 Millionen Euro.
2009 kehrte er als ordentlicher Universitätsprofessor des Lehrstuhls für Fertigungsautomatisierung und Produktionssystematik an die Universität Erlangen-Nürnberg zurück. Der Lehrstuhl wuchs unter seiner Führung auf mehr als 80 Mitarbeiter im Jahr 2013.

## Wissenschaftliche Arbeit
Während seiner Zeit als wissenschaftlicher Mitarbeiter am Lehrstuhl FAPS leitete Franke als Oberingenieur die Gruppe Elektronikproduktion. 1993 wurde er erster Geschäftsführer der Forschungsvereinigung Räumliche Elektronische Baugruppen (3-D MID), die er seit 2010 als Vorstandsvorsitzender leitet und dabei den Begriff der Mechatronic Integrated Devices prägte.
Als Ordinarius richtet er die Forschung neu aus. Ziel ist es, den Lehrstuhl FAPS zu einer anerkannten Lehr- und Forschungseinrichtung für Automatisierungstechnik und mechatronische Systeme zu machen, die durch interdisziplinäre Entwicklung und ganzheitliche Optimierung dem Wohl des Menschen dient. Dabei gliederte er den Lehrstuhl in fünf Forschungsgruppen mit den Schwerpunkten Elektromaschinenbau, Elektronikproduktion, Biomechatronik, System Engineering sowie ressourcenschonendes und intelligentes Wohnen.

## Mitgliedschaften und Auszeichnungen
| seit Januar 2016        | Mitglied der Deutschen Akademie der Technikwissenschaften (acatech)                                                                                               |
| seit November 2013      | Mitglied im Vorstand der Energieregion Nürnberg |
| seit August 2013        | Mitglied der Internationalen Akademie für Produktionstechnik (CIRP)                                                                                               |
| seit März 2013          | Mitglied des Vorstands des Bayerischen Cluster Mechatronik und Automation (CMA) e.V.                                                                              |
| seit März 2013          | Sprecher des Verbundforschungsprojekts Green Factory Bavaria (GFB)                                                                                                |
| seit Dezember 2012      | Gutachter der Arbeitsgemeinschaft industrieller Forschungsvereinigungen „Otto von Guericke“ (AiF)                                                                 |
| seit Oktober 2012       | Mitglied des Ausstellerbeirats der Electric Drives Production Conference and Exhibition („E\|DPC“)                                                                |
| seit Mai 2012           | Mitglied des Vorstandes der Wissenschaftlichen Gesellschaft Montage, Handhabung, Industrieroboter e.V. (MHI)                                                      |
| seit März 2012          | Verbundprojektleiter des Bayerischen Technologiezentrums für ressourcenschonendes und intelligentes Wohnen („E\|Home-Center“)                                     |
| seit Oktober 2011       | Leiter des Programm-Komitees der Electric Drives Production Conference („E\|DPC“)                                                                                 |
| seit April 2011         | Mitglied der Wissenschaftlichen Gesellschaft für Produktionstechnik (WGP)                                                                                         |
| seit Mai 2010           | Verbundprojektleiter des Bayerischen Technologiezentrums für elektrische Antriebstechnik („E\|Drive-Center“)                                                      |
| seit März 2010          | Vorsitzender des Vorstandes der Forschungsvereinigung Räumliche Elektronische Baugruppen 3-D MID (Molded Interconnect Devices) e.V.                               |
| Januar 2008 – März 2009 | Vorsitzender Region Nordostbayern, Mitglied im Vorstand Bayern Arbeitgeberverband Metall- und Elektroindustrie Bayern (VBM/BayME)                                 |
| seit Oktober 2004       | Gesellschafter der EMSIC Capital Management GmbH, Finanz- und Strategieberatung für Unternehmens-Akquisitionen und Management                                     |
| Februar 1997            | Otto-Kienzle-Gedenkmünze in Gold „Integration von Elektronik und Mechanik“: Auszeichnung der Wissenschaftlichen Gesellschaft für Produktionstechnik (WGP)         |
| Juli 1993 bis Juli 1995 | Chairman CAD/CAM-Standardisierung in der Elektronik-Produktion am Institute for Interconnecting and Packaging Electronic Circuits IPC (Organisation), Chicago, Il |
| seit 2009               | Mitglied diverser Konferenzgremien |
| seit 2009               | Gutachter für diverse Forschungsgemeinschaften z. B. BMBF, DFG, Österreichischer Akkreditierungsrat, Italienisches Ministerium für Erziehung, Elsevier etc.       |

## Forschungsschwerpunkte
- Aufbau- und Verbindungstechnik
- Biomechatronik
- Entwicklung und Betrieb von Montagesystemen
- Montage, Handhabung und Industrieroboter
- Produktion elektrischer Antriebe
- Produktionssysteme in der Elektronik
- Ressourcenschonendes und intelligentes Wohnen
- Ressourcenschonende Produktion
- System Engineering